# Joe E. Brown (aktor)
Joe E. Brown, właśc. Joseph Evans Brown (ur. 28 lipca 1891, zm. 6 lipca 1973) – amerykański aktor filmowy.

## Filmografia
- Hit of the Show (1928)
- The Circus Kid (1928)
- Take Me Home (1928)
- Maybe It’s Love (1930)
- The Lottery Bride (1930)
- Going Wild (1930)
- Local Boy Makes Good (1931)
- The Tenderfoot (1932)
- Son of a Sailor (1933)
- 6 Day Bike Rider (1934)
- The Circus Clown (1934)
- Bright Lights (1935)
- Sen nocy letniej (1935)
- Earthworm Tractors (1936)
- Sons O’Guns (1936)
- When’s Your Birthday? (1937)
- Riding On Air (1937)
- Fit for a King (1937)
- The Gladiator (1938)
- Flirting with Fate (1938)
- Joan of Ozark (1942)
- Casanova in Burlesque (1944)
- Hollywood Canteen (1944)
- Statek komediantów (1951)
- Pół żartem, pół serio (1959)
- Ten szalony, szalony świat (1963)

## Dodatkowe informacje
Postać Joe E. Browna, a także wielu innych przedwojennych amerykańskich aktorów, pojawiła się w filmie animowanym The Autograph Hound z 1939, gdzie Kaczor Donald włamuje się do studia filmowego, aby zdobyć autografy.